# Jean-Louis Pons
Jean-Louis Pons (Peyre, 24 de dezembro de 1761 — 14 de outubro de 1831) foi um astrônomo francês.
Apesar de um começo humilde e de ser autodidata, foi o maior descobridor de cometas identificáveis a olho nu: entre 1801 e 1827 Pons descobriu trinta e sete cometas, mais do que qualquer outra pessoa.

## Vida
Pons nasceu em Peyre, Altos Alpes, em uma família pobre, tendo recebido pouca educação escolar. Em 1789 começou a trabalhar no observatório de Marselha como concierge, e gradualmente ganhou experiência para auxiliar os astrônomos com observações. Aprendeu por conta própria a fazer suas próprias observações, mostrando habilidade notável em lembrar campos de estrelas e anotar mudanças nas mesmas.
Em sua carreira astronômica inicial, o despretensioso e confiante Pons foi frequentemente alvo de piadas dos astrônomos mais experientes. Franz Xaver von Zach em uma ocasião aconselhou-o a procurar cometas quando as manchas solares eram visíveis, mas ao fazê-lo Zach pode inadvertidamente tê-lo dado um bom conselho.

## Carreira como astrônomo
Pons fez sua primeira descoberta de um cometa, conjuntamente atribuída a Charles Messier, em 11 de julho de 1801. Possivelmente usou telescópios e lentes desenvolvidos por ele mesmo; o seu "Grand Chercheur" foi possivelmente um instrumento de grande abertura e pequena distância focal, similar a um buscador de cometas. Contudo, ele não foi um anotador de suas observações especialmente diligente, e suas notas eram extremamente vagas.
Em 1819 tornou-se diretor do novo observatório de Marlia próximo a Lucca, o qual deixou em 1825 para ensinar astronomia na La Specola, em Florença.
Descobriu quatro cometas periódicos, dois dos quais, 7P/Pons–Winnecke e 12P/Pons-Brooks, levam seu nome. Um observado em 26 de novembro de 1818 foi denominado cometa Encke, homenagem a Johann Franz Encke, que calculou sua órbita e seu notável curto período (Encke, contudo, continuou a referir-se ao mesmo como "cometa Pons"). Pons também descobriu o cometa antigamente denominado "Pons-Coggia-Winnecke-Forbes" e atualmente conhecido como 27P/Crommelin, em homenagem a Andrew Crommelin, que calculou sua órbita.
Pons recebeu o Prêmio Lalande em 1818, por sua descoberta de três cometas naquele ano.
Em 1827 sua visão começou a declinar, mas ele continuou suas observações até próximo de sua morte.